# Shawn Dubin
Shawn Dubin (Allegany, Nueva York, 6 de septiembre de 1995) es un jugador profesional estadounidense de béisbol que se desempeña en la posición de lanzador en Houston Astros, equipo de las Grandes Ligas de Béisbol (MLB).

## Carrera
Fue seleccionado en la 13.ª ronda en el Draft de la MLB de 2018. En 2023 hizo su debut profesional con el equipo Houston Astros, donde lleva jugando dos temporadas.